# Алмрот Райт
Алмрот Райт (англ. Almroth Wright; 10 серпня 1861, Міддлтон-Таяс, Йоркшир, Англія — 30 квітня 1947, Фарнем-Коммон, Бакінгемшир, Англія) — британський бактеріолог та імунолог. Відомий тим, що розробив систему щеплення проти черевного тифу та винайшов автовакцини. Ще після впровадження у практику перших антибіотиків визнав, що вони спричинюють стійкість бактерій, і був послідовним і діяльним прихильником профілактичної медицини.

## Біографія
Народився в родині змішаного англо-ірландського та шведського походження. Був сином преподобного Чарльза Генрі Гамільтона Райта, диякона Міддлтон-Тьяса. Його мати, Ебба Альмрот, була дочкою Нілса Вільгельма Алмрота, керівника Шведського королівського монетного двору в Стокгольмі. Його молодший брат Чарльз Теодор Хагберг Райт став бібліотекарем Лондонської бібліотеки.
У 1882 році Алмрот закінчив Дублінський коледж Трініті з високими відзнаками зі сучасної літератури та виграв золоту медаль зі сучасних мов і літератури. Одночасно проходив курс медицини та в 1883 році його закінчив.
Наприкінці XIX століття Райт працював зі збройними силами Великої Британії над розробкою вакцин та проведенням імунізації у військах.
У 1902 році Райт започаткував дослідницький відділ у медичній школі лікарні Св. Мері в Лондоні. Розробляючи систему щеплення проти черевного тифу, він об'єднав гуморальну та клітинну ланку імунітету, показавши співпрацю специфічних молекул (які він назвав опсонінами), що містяться в сироватці крові, з фагоцитами проти патогенних мікроорганізмів. Посилаючись на приклад Другої англо-бурської війни, під час якої багато солдатів загинуло від відносно легких хвороб, Райт переконав командування збройних сил, що на час Першої світової війни слід виготовити 10 млн доз вакцин для військ на півночі Франції. Тоді ж Райт створив дослідницьку лабораторію № 13 при лікарні Британських експедиційних військ у Булонь-сюр-Мер.
У 1919 році Райт повернувся до лікарні Святої Мері й працював там до виходу на пенсію в 1946 році. Серед багатьох бактеріологів, які він навчав там, був Александер Флемінг, який згодом відкрив лізоцим і пеніцилін. Райт був обраний членом Лондонського королівського товариства в травні 1906 року.
Райт попереджав, що антибіотики створюватимуть стійкі бактерії. Він зробив свої думки щодо профілактичної медицини впливовими, наголошуючи на превентивних заходах. Також стверджував, що мікроорганізми є носіями хвороби, але не її причиною, що принесло йому прізвисько «Неправильний Алмрот» від опонентів. Ще одним принизливим прізвиськом було «сер Майже Райт».
Він також запропонував ввести логіку як частину медичного навчання, але його ідея так і не була прийнята медичною спільнотою. Райт також зазначив, що Луї Пастер і Александер Флемінг, хоча й були за його думкою чудовими дослідниками, проте насправді не зуміли знайти ліки проти хвороб, які вони шукали, а натомість натрапили на ліки проти абсолютно не пов'язаних між собою захворювань.
Райт був рішучим прихильником теорії птомаїну як причини цинги. Теорія полягала в тому, що в погано збереженому м'ясі містяться алкалоїди, отруйні для людини при споживанні. Ця теорія була поширеною, коли Роберт Скотт планував свою доленосну експедицію в Антарктику в 1911 році. У 1932 році справжньою причиною захворювання було визначено дефіцит у раціоні харчування аскорбінової кислоти (вітаміну C).
Райт рішуче виступав проти виборчого права жінок. Він стверджував, що мозок жінок по суті відрізняється від мозку чоловіків і не був створений для вирішення соціальних і громадських питань. Його аргументи були найповніше викладені в його книзі «Нерозгорнута справа проти виборчого права жінок» (англ. The Unexpurgated Case Against Woman Suffrage) (1913). У книзі Райт також рішуче виступив проти професійного розвитку жінок. За що був підданий критиці багатьма відомими феміністками того часу, зокрема, Шарлоттою Гілмен.
Райт був другом свого земляка Джорджа Бернарда Шоу та був увічнений ним як сер Коленсо Ріджон у виставі «Дилема лікаря», написаній у 1906 році, яка виникла на основі бесід Шоу та Райта. Шоу вважав Райта своїм експертом у медичній науці, який допоміг йому у створенні творів. Шоу також зобразив його у своєму драматургічному творі «Як ці лікарі люблять один одного» і використав теорію мутації бактерій Райта у книзі «Занадто вірно, щоб бути хорошим».

## Визнання
У лікарні Святої Мері є палата, яку названо на честь Райта.
За своє життя Райт був ушанований 29 разів — зведений у лицарство, мав 5 почесних докторантур, 5 орденів, 6 стипендій (з яких 2 почесні), 4 призи, 4 членства у різних наукових товариствах і 3 медалі: Бьюкенена, золота Фотергілла та спеціальна медаль «за найкращі медичні роботи у зв'язку з війною». Його номінували 14 разів з 1906 по 1925 рік на Нобелівську премію.
- 1906 року його посвячено в лицарі.
- 1906 року його обрано членом Лондонського королівського товариства.
- 1906 року став членом Ірландського королівського коледжу хірургів.
- 1906 року — почесний доктор наук Дублінського університету.
- 1908 року отримав Фозергільську золоту медаль від Лондонського медичного товариства (Medical Society of London[en]).
- 1912 року одержав почесне звання вільного громадянина Белфаста.
- 1913 року отримав Угорську нагороду на Інтернаціональному конгресі в Лондоні.
- 1915 року нагороджений орденом Бані.
- Того ж року нагороджений бельгійським орденом Корони.
- 1916 року став кооптованим членом Паризької медичної академії (з 1947 року — Французька Національна медична академія).
- 1917 року отримав медаль Бьюкенена.
- 1918 року обраний членом-кореспондентом інституту Франції.
- 1918 року нагороджений сербським орденом Святого Сави 1-го класу.
- 1919 року — лицар-командор ордена Британської імперії.
- 1919 року — почесний доктор наук університету Лідса.
- 1920 року отримав спеціальну медаль від Королівського медичного товариства «за найкращі медичні роботи у зв'язку з війною».
- 1921 року його обрано членом Імператорського медичного товариства Османської імперії в Константинополі.
- 1921 року нагороджений орденом князя Данила I 1-го класу.
- 1924 року став почесним доктором наук Паризького університету.
- 1927 року став почесним доктором Единбурзького університету та Королівського університету Белфаста.
- 1927 року став почесним членом Віденського товариства мікробіологів.
- 1931 року став почесним членом Дублінського Триніті Коледжу.
- Того ж року став почесним доктором медицини університету Буенос-Айреса.
- 1932 року став почесним членом Королівського коледжу лікарів Ірландії.
- Того ж року отримав приз Стюарта від Британської медичної асоціації;
- 1938 року став почесним членом Королівської колегії лікарів Великої Британії.

## Основні наукові твори
- Upon a new septic (Після нової септики) (1891);
- On the conditions which determine the distribution of the coagulation (Про умови, що визначають розподіл коагуляції) (1891);
- A new method of blood transfusion (Новий метод переливання крові) (1891);
- Grocers' research scholarship lectures (Лекції про дослідження роботи бакалей) (1891);
- Lecture on tissue- or cell-fibrinogen (Лекція про тканинний або клітинний фібриноген) (1892);
- On the leucocytes of peptone and other varieties of liquid extravascular blood (Про лейкоцити пептону та інших різновиди рідкої позасудинної крові) (1893);
- On Haffkine's method of vaccination against Asiatic cholera (Про метод Хавкіна вакцинації проти холери) (1893) (у співавторстві з Девідом Брюсом);
- Remarks on methods of increasing and diminishing the coagulability of the blood (Зауваження щодо методів підвищення та зменшення згортання крові) (1894);
- On the association of serous haemorrhages (Про асоціацію серозних кровотеч) (1896);
- A suggestion as to the possible cause of the corona observed in certain after images (Припущення щодо можливої причини корони, що спостерігається у деяких післясвітіннях) (1897);
- On the application of the serum test to the differential diagnosis of typhoid and Malta fever (Про застосування сироваткового тесту для диференціальної діагностики черевного тифу та бруцельозу) (1897);
- Remarks on vaccination against typhoid fever (Зауваження щодо вакцинації проти черевного тифу.) (1897, співавтор Д. Семпл);
- An experimental investigation on the role of the blood fluids in connection with phagocytosis (Експериментальне дослідження ролі кров'яних рідин у зв'язку з фагоцитозом)(1903, співавтор С. Р. Дуглас);
- On the action exerted upon the tubercle bacillus by human blood fluids (Про дію, яку чинять рідини крові людини на туберкульозну паличку) (1904, співавтор С. Р. Дуглас);
- A short treatise on anti-typhoid inoculation (Короткий трактат про щеплення проти тифу) (1904);
- Principles of microscopy: being a handbook to the microscope (Принципи мікроскопії: підручник) (1906);
- On the possibility of determining the presence or absence of tubercular infection (Про можливість визначення наявності або відсутності туберкульозної інфекції) (1906, співавтор С. Т. Рейд);
- On spontaneous phagocytosis (Про спонтанний фагоцитоз) (1906, співавтор С Т. Рейд)
- Studies on immunisation and their application to the diagnosis and treatment of bacterial infections (Дослідження з імунізації та їх застосування для діагностики та лікування бактеріальних інфекцій) (1909);
- Vaccine therapy—its administration, value, and limitations (Вакцинотерапія — її застосування, значення та обмеження) (1910);
- Technique of the teat and capillary glass tube (Техніка випробування та капілярна скляна трубка, підручник) (1912);
- Introduction to vaccine therapy (Введення до вакцинотерапії) (1920);
- Wound infections and some new methods (Ранові інфекції та деякі нові методи) (1915);
- Conditions which govern the growth of the bacillus of «Gas Gangrene» (Умови, що регулюють ріст палички газової гангрени) (1917);
- Pathology and Treatment of War Wounds (Патологія і лікування військових ран) (1942);
- Researches in Clinical Physiology (Дослідження в клінічній фізіології) (1943);
- Studies on Immunization (2 vol.) (Дослідження з імунізації) (1943—1944);
- The Unexpurgated Case against Woman Suffrage (Нерозгорнута справа проти виборчого права жінок) (1913);
- The Conditions of Medical Research (Умови проведення медичних досліджень) (1920);
- Alethetropic Logic: a posthumous work (Алететропічна логіка: посмертна робота) (1953).